# 津軽こけし館
津軽こけし館（つがるこけしかん）は、青森県黒石市にあるこけしの展示施設である。日本全国のこけしが展示されている。

## 概要
1988年4月15日オープン。青森県津軽系こけしをはじめ、全国11系統のこけしと木製玩具約4,000点が展示されている。ほかに日本一の大きさを誇る421cmのこけし、棟方志功が絵付けをしたこけしの展示もある。また、こけし工人の実演の見学、こけしの絵付け体験も可能である。
隣接施設として津軽伝承工芸館がある。
毎年、クリスマス時期には、企画展「メリーこけしマス！　津軽こけし館クリスマスフェア」を開催している。

## 純金・純銀こけし
1989年11月20日から純金・純銀製のこけしの展示を開始。純金こけしは、黒石市民が応募したアイデアに基づき、ふるさと創生事業の資金により1億円で製作され、純度99.99%、重量が58.378kg、高さが50cm。純銀こけしは純金こけしと一対にするためにつくられたこけしで、値段は825,078円である。こけしには直接触ることができた。2007年10月21日をもって実物の展示を終了し、以後はレプリカが展示されている。

### 両こけしの売却
黒石市の財政難が著しく、このこけしを入札、売却する提案が出された。市民有志が「純金こけしのオーナーを募集する会」「純金こけしオーナーズクラブ実行委員会」を立ち上げ、こけし館での展示継続を目指したが断念。 2007年11月30日に一般競争入札が実施され、1億9000万円相当で落札された。落札者のジャパンヘルスサミット側は、このこけしを「何らかの形で展示することも考えている」とも述べている。

## アクセス
- 弘南鉄道弘南線：弘前駅から黒石駅まで約30分[4]。
- 車：東北自動車道 黒石ICから約10分[4]。
- 弘南バス：黒石駅から約25分[4]。